# 키시섬
키시섬(페르시아어: جزیره کیش)은 페르시아만에 위치한 이란의 섬으로 면적은 91.5km2, 인구는 22,650명(2010년 기준)이다. 행정 구역상으로는 호르모즈간 주에 속한다.
이란 본토에서 19km 정도 떨어진 곳에 위치하며 쇼핑, 관광, 휴양 시설로 유명한 섬이다. 이란의 주요 도시를 연결하는 항공 노선을 운행하는 국제공항이 들어서 있으며 섬 안에는 경제특구가 설치되어 있다.

## 사진

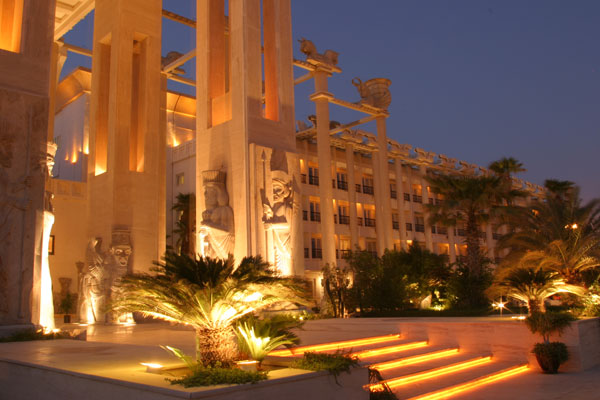
키시 섬에 있는 다리우시 그랜드 호텔

## 같이 보기
- 이란의 경제
- 키시 항공